# 鍾育瀚
鍾育瀚（Johnny Chien Chuen Chung，1955年—）是美国华裔商人，1996年美国竞选财务丑闻的重要人物。

## 1996年美国竞选财务丑闻
钟育瀚出生于台湾。在1990年代初，他持有一个美国加利福尼亚州爆炸传真业务（blast faxing，即一个可以快速发送上千份业务传真的自动化系统）。在他第一次给民主党提供捐助的几个星期内，他发现自己处于华盛顿精英中。在1994年至1996年间，钟育瀚向民主党全国委员会总计捐献了366000美元。最终，所有的钱都被退回。钟告诉联邦调查局人员，这些钱全部来自中国的軍事情報部门。
他被美国国家安全委员会助手苏葆立（Robert Suettinger）称为“骗子”，钟曾在一次中国商务部贸易代表团访问期间结识了中国军方的刘超英中校。
钟随后于1999年5月在美国国会宣誓作证时称，他被刘超英介绍给中国将军姬胜德，然后又被介绍给中国军事情报部门的高层。钟育瀚称姬当时对他说：“我非常喜欢你们的总统，我们希望看到他能够重新参加选举，我将给你30万美元，你可以把它赠给总统和民主党。”最后不管是刘超英还是中国政府的否认了钟的说法。钟在接受《真爱家庭》杂志采访时说，此案引发了共和党对民主党在水门事件后的大反扑，而钟在当时的背景下，又是在海峡两岸与克林顿政府穿针引线的华裔中的一员，因此受到较大冲击。此后他受到FBI调查，还受到有关人士要求“封口”，甚至3次派人暗杀，最终受到FBI探员保护。而钟亦称会坚持实话实说。
钟最后被指控犯有银行欺诈罪、逃税罪和两项阴谋违反选举法的轻罪计数。1998年12月14日，钟被判处进行社區服務工作3000小时。于是他从1999年1月至2002年8月间，进行基层社会服务。